# Pomnik Wdzięczności Armii Czerwonej w Buczkowicach
Pomnik Wdzięczności Armii Czerwonej w Buczkowicach – pomnik, który znajdował się przy ulicy Wyzwolenia we wsi Buczkowice w gminie Buczkowice, w powiecie bielskim, w województwie śląskim. Usunięty w 2018 roku.

## Historia
Pomnik wzniesiono w formie obelisku w 1947 roku dla upamiętnienia poległych w kwietniu 1945 roku żołnierzy 1 Gwardyjskiej Armii 4 Frontu Ukraińskiego. Pomnik znajdował się naprzeciwko Gminnego Ośrodka Kultury, tuż przy remizie Ochotniczej straży pożarnej.
Na obelisku, poniżej gwiazdy, młota i sierpa widniał napis w języku polskim:
„Ku chwale bohaterów Armii Radzieckiej, którzy zginęli w walce o Polskę Ludową Buczkowice 6 IV 1945”
i w języku rosyjskim:
„Sława gierojam Krasnoj Armii”.
W 2014 roku o usunięcie pomnika apelowała Marcelina Sieracka, prezes Klubu Patriotycznego im. por. Antoniego Bieguna ps. Sztubak z siedzibą w Gilowicach. Wniosek poparli posłowie Stanisław Pięta i Zbigniew Girzyński i w 2018 pomnik został usunięty.